# Конский, Пётр Алексеевич
Пётр Алексе́евич Ко́нский (1870 СПб — 1942, Ленинград) — русский историк и педагог.

## Биография
В 1894 году окончил историко-филологический факультет Императорского Санкт-Петербургского университета; ученик Н. И. Кареева.

«В новом поколении студентов у меня были новые приятели, из которых добрые, дружеские отношения поддерживались мною и впоследствии до самого последнего времени <…> с П. А. Конским, сделавшимся педагогом, директорствовавшим последовательно в целом ряде средних школ <…> Во второй половине девяностых годов самыми близкими из своих учеников я считал Мякотина, Конского и Васильевского» — Кареев Н.И. Прожитое и пережитое. — С. 193, 194.
Работал преподавателем истории и литературы в Александровском лицее, Морском кадетском корпусе и "Коммерческом училище В. Ф. Штюрмера" в Санкт-Петербурге, Бендинском коммерческом училище.
Состоял директором Самарского коммерческого училища, директором коллегии Павла Галагана в Киеве, с 1915 до ноября 1918 г. – директор Петроградской 11-й гимназии, с 1917 года имел чин действительного статского советника. 
Печатался в журналах «Вестник и Библиотека Самообразования», «Русская школа», «Журнал для всех», «Вестник Коммерческого Образования».
Один из авторов «Энциклопедического словаря Брокгауза и Ефрона».
Погиб в ленинградскую блокаду в марте 1942 года.